# Noche de Potsdam

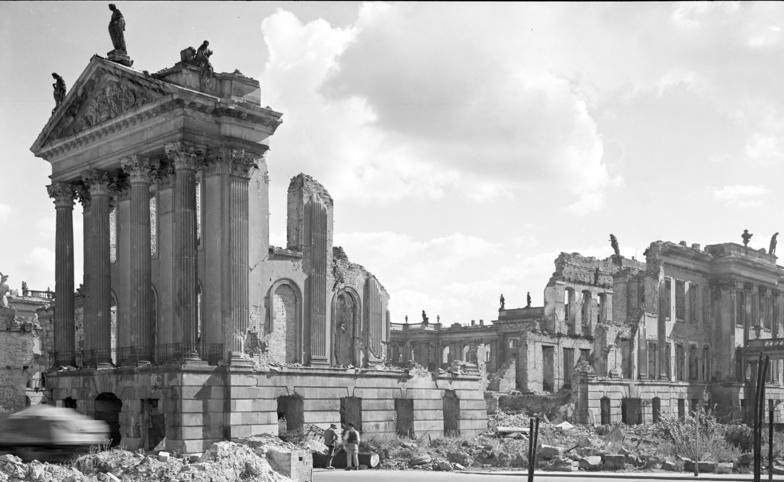
Palacio de la ciudad de Potsdam destruido

El ataque aéreo a Potsdam, también conocido como la "Noche de Potsdam", tuvo lugar el 14 de abril de 1945 a partir de las 22:16 horas. Con él, gran parte del centro de la ciudad quedó destruida. Muy poco después de la alarma de ataque aéreo, sobrevolaron la ciudad 490 Lancaster pesados de cuatro motores de la Royal Air Force británica, y lanzaron aproximadamente 1700 toneladas de bombas (bombas explosivas, bombas de minas y bombas incendiarias). Murieron 1593 potsdampienses en el bombardeo o posteriormente en el mar de llamas. Casi 1.000 edificios en el centro de la ciudad fueron completamente destruidos y alrededor de 60.000 personas se quedaron sin hogar.

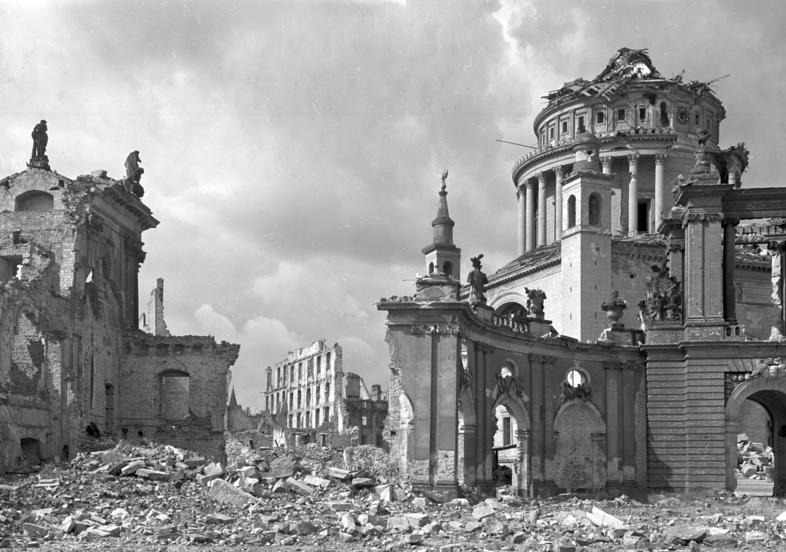
Iglesia de San Nicolás

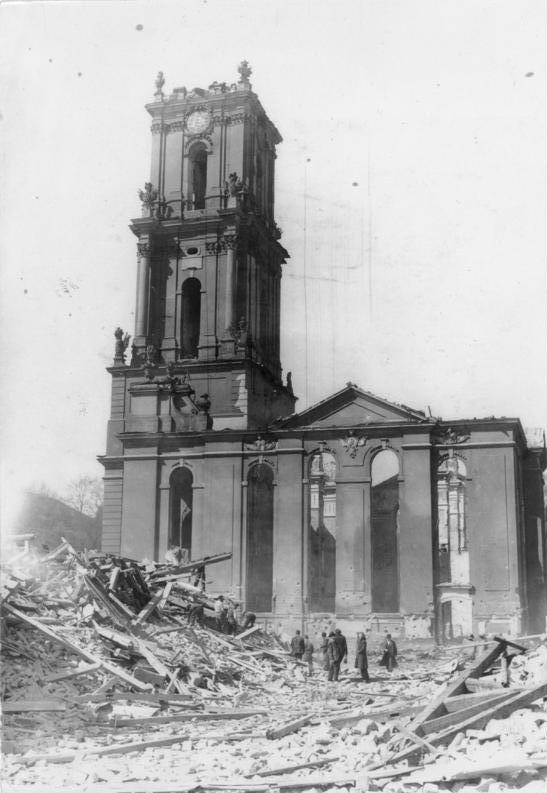
La Iglesia de la Guarnición destruida por un incendio después del ataque aéreo

Según información de los aliados, la estación de trenes (de entonces) de la ciudad era el principal objetivo. Sin embargo, este era poco interesante desde el punto de vista militar. La cantidad de bombas, el alto porcentaje de bombas incendiarias utilizadas y la marcación del casco antiguo como zona objetivo con cuatro bombas luminosas (la estación de tren estaba al borde de la zona objetivo) hacen pensar en la intencionalidad de destruir el casco antiguo. Esto fue confirmado por los registros de la  Royal Air Force, entregados después de 1990. El objetivo principal era el casco antiguo de Potsdam. La mayor parte del casco antiguo del sur y este de Potsdam y el área al noreste de Brauhausberg también fueron golpeados y sufrieron graves daños. El palacio de la ciudad, la iglesia de la Guarnición y otros edificios importantes de la ciudad se incendiaron. Grandes áreas de los suburbios de Berlín se incendiaron y algunas zonas de Babelsberg también fueron alcanzadas. El Reichsarchiv en Brauhausberg se quemó completamente. Hasta un 97% de los edificios en el centro de la ciudad de Potsdam y los suburbios de Berlín fueron destruidos o dañados. Babelsberg por su parte salió relativamente bien parada, con una tasa de desperfectos de 23%.
Algunos edificios valiosos sobrevivieron a la "Noche de Potsdam", pero sufrieron graves daños. Estos incluyen la Igleasia de San Nicolás y el antiguo ayuntamiento en el antiguo mercado, que fueron restaurados después de la guerra, la Iglesia del Espíritu Santo, que fue demolida después de 1945, y la casa de juegos en el casco antiguo oriental, así como el Monóptero en el orfanato militar en Breite Straße. Sin embargo, la lucha por Potsdam continuó. Cuando la ciudad fue declarada "plaza fuerte", los puestos observadores se ubicaron en los puntos de más altos de la ciudad. Estos se vieron muy afectados por los intensos bombardeos de artillería de las tropas soviéticas alrededor del 24. Abril; muchas otras estructuras que se habían conservado hasta entonces se incendiaron y, por lo tanto, también se perdieron. Solo los parques y sus castillos se salvaron de daños importantes.

## Memoria

### Tumbas y memoriales en el Nuevo Cementerio
En el Nuevo Cementerio hay un gran monumento ("Campo en honor a las víctimas del bombardeo" I y II) con fosas individuales y comunes para los 1641 ciudadanos de Potsdam que fallecieron en la noche del 14 al 15 de abril de 1945. Campo en honor a las víctimas del bombardeo I: 341 tumbas individuales de víctimas de bombardeos aislados de 1939 a 1945. Las cruces de granito se colocaron en 1993. Campo en honor a las víctimas del bombardeo II: 1.370 muertos entre 1943 y 1945. La mayoría de ellos son víctimas del bombardeo del 14 de abril de 1945; pero también hay algunas de los últimos días de la guerra en Potsdam y sus alrededores(soldados, civiles y extranjeros). Un memorial de 1979 lleva la inscripción: LA MEMORIA DE LAS VÍCTIMAS DEL ATAQUE CON BOMBA EN POTSDAM. EL 14 DE ABRIL DE 1945

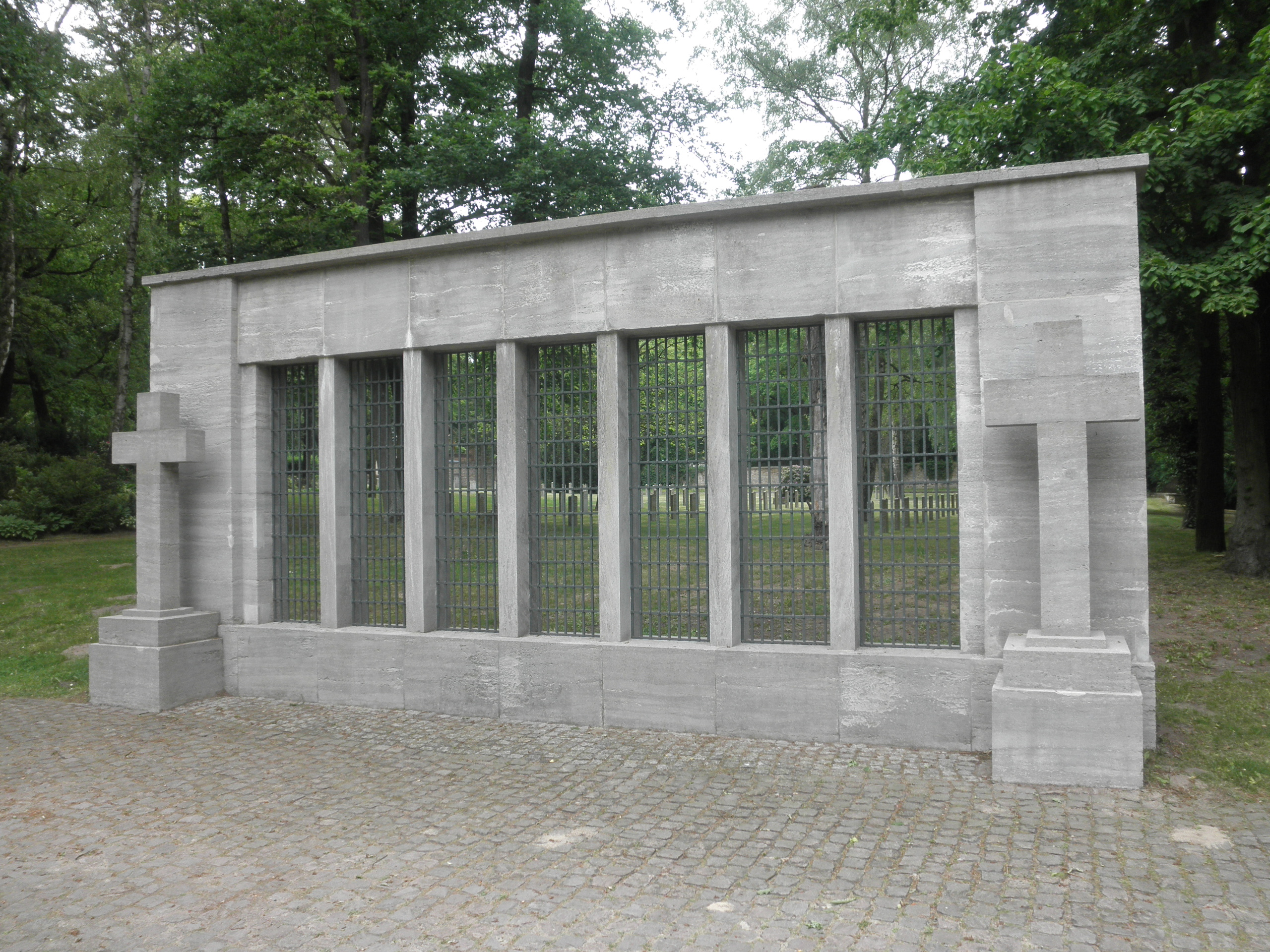
Cementerio de guerra en el cementerio nuevo
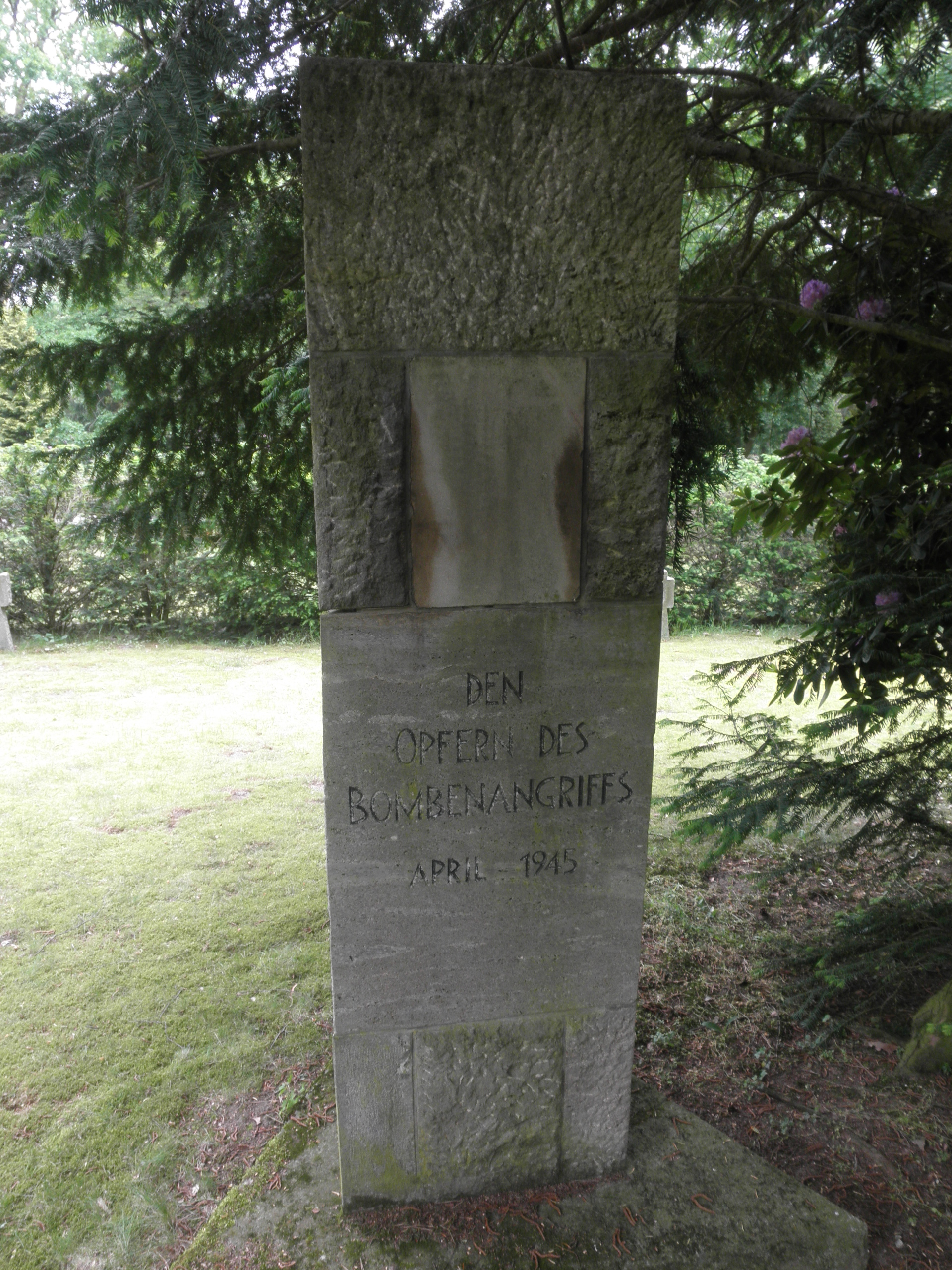
Víctimas de bombas conmemorativas en fosas comunes en el Nuevo Cementerio
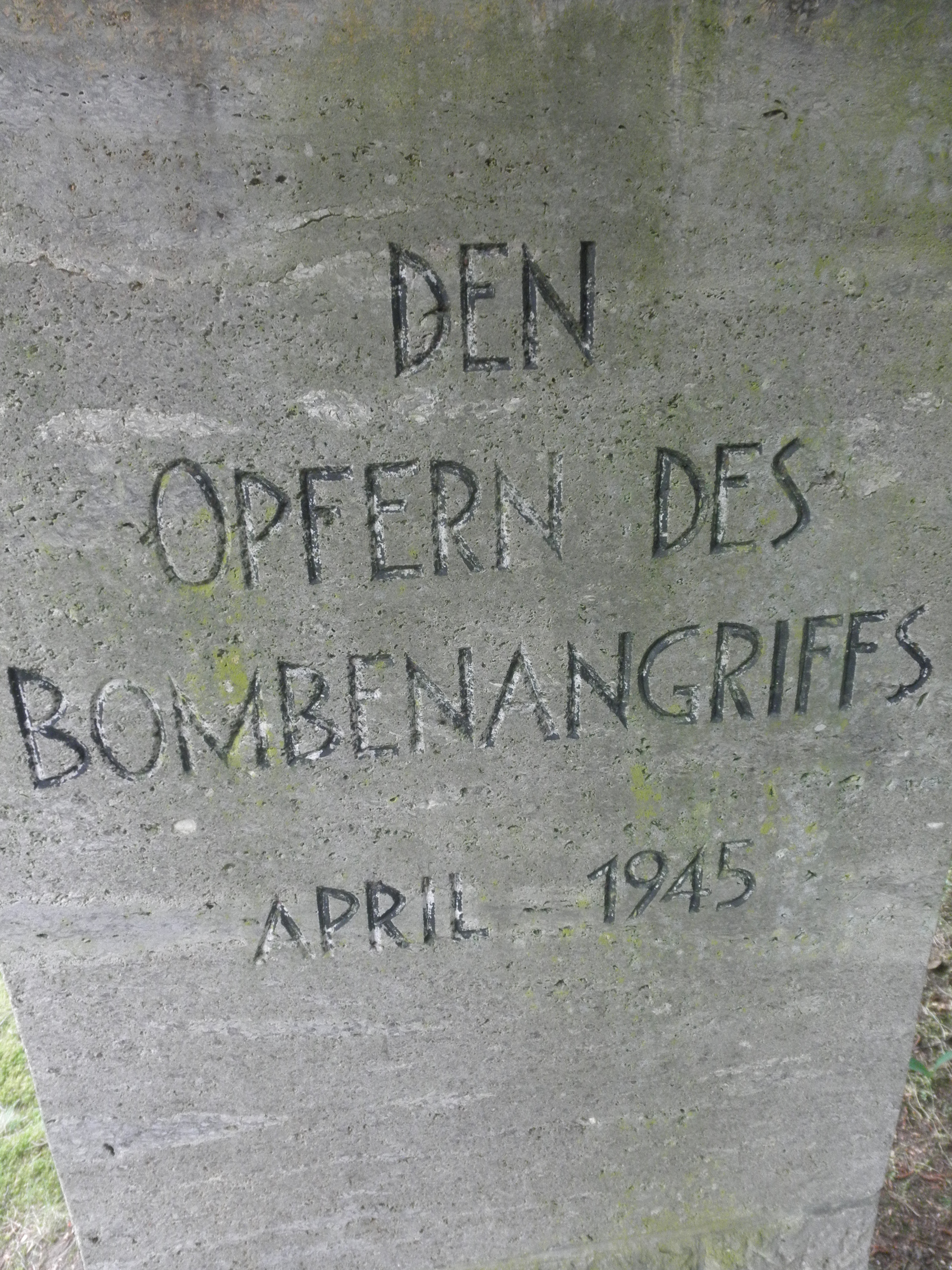
Stele: LAS VÍCTIMAS DEL ATAQUE CON BOMBA DE ABRIL DE 1945
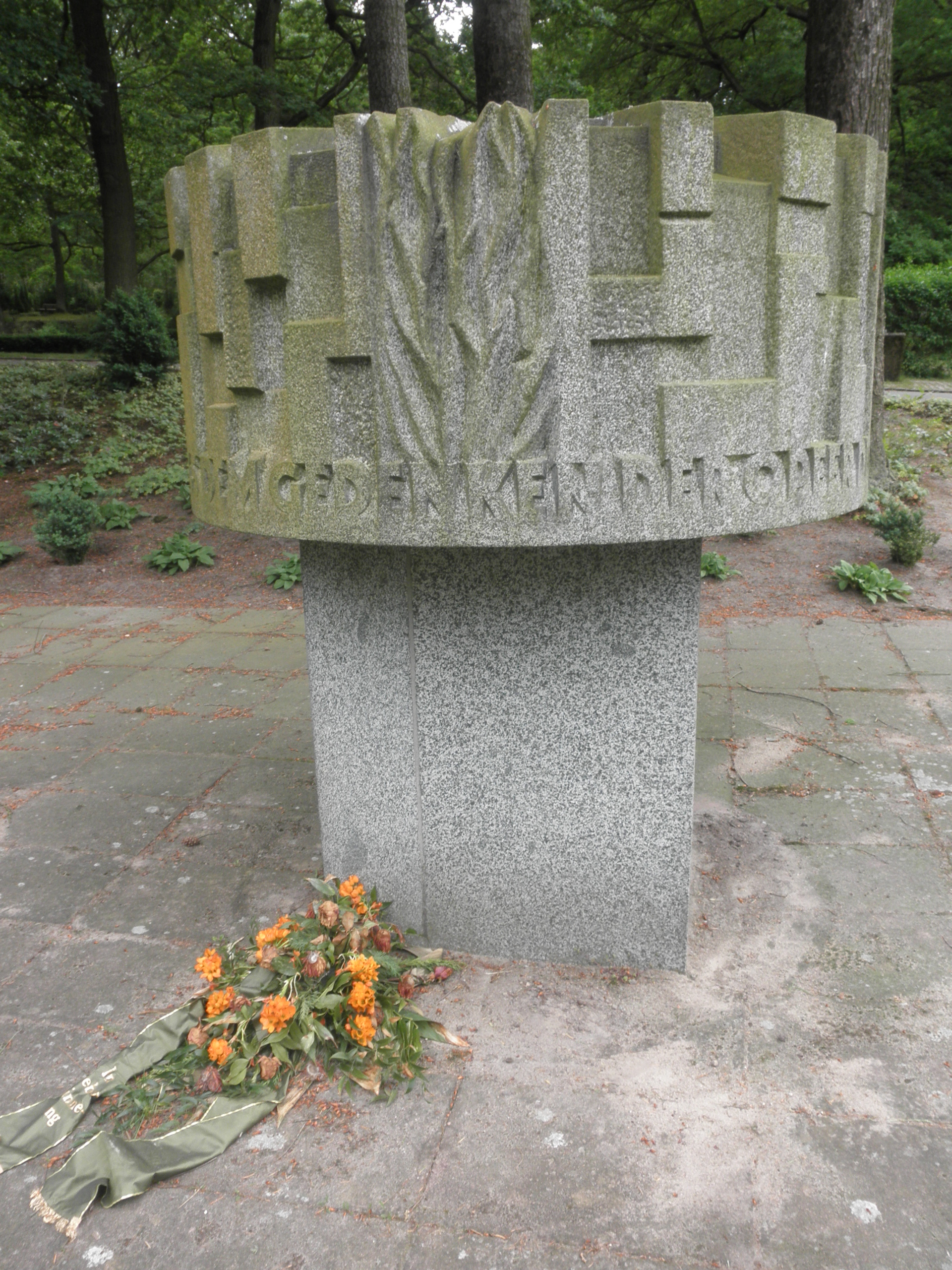
Monumento (de 1979) a las víctimas de las bombas en el nuevo cementerio
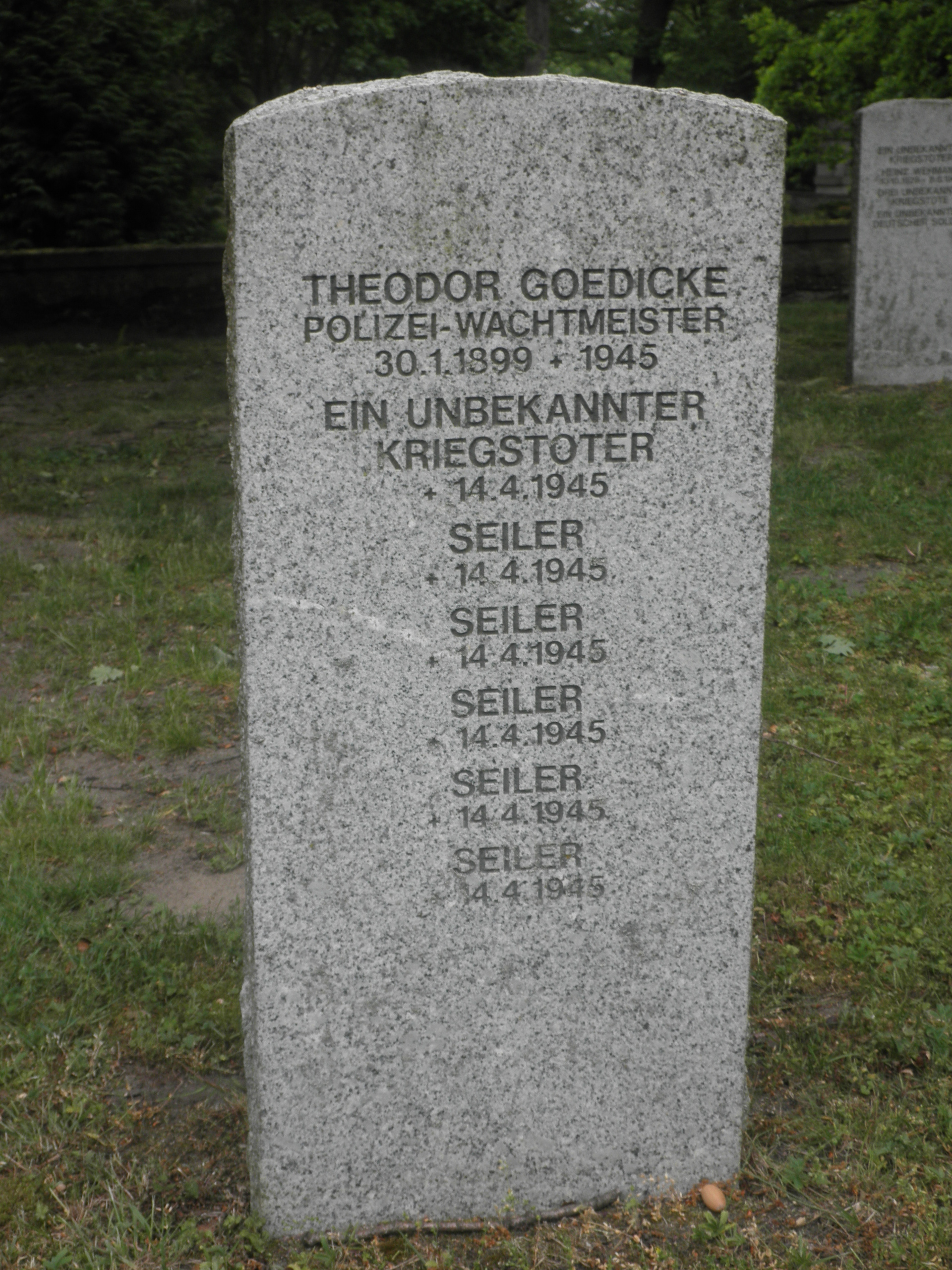
Cinco víctimas de bombas de una familia
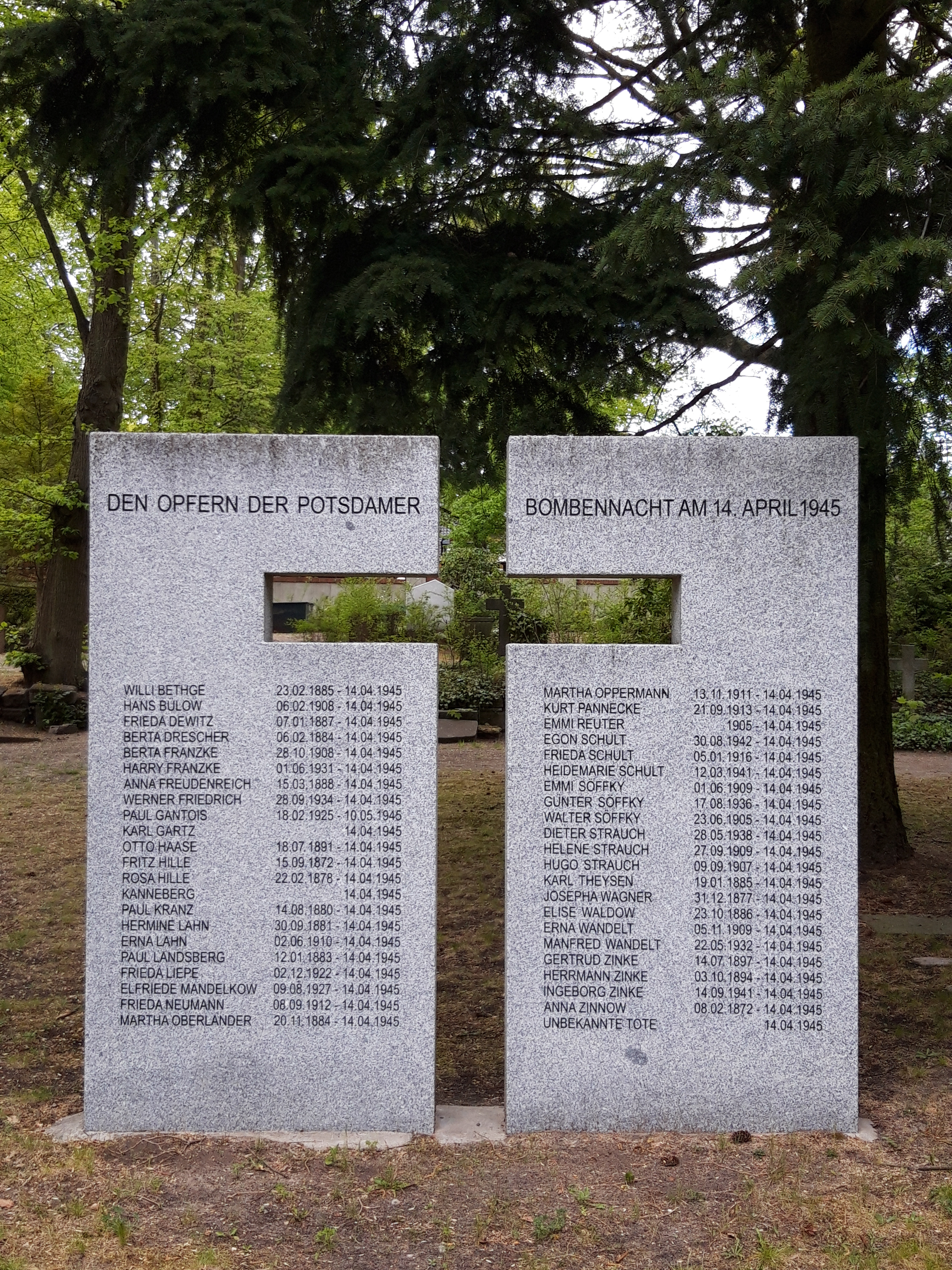
Tumba para las víctimas de la noche del bombardeo de Potsdam en el cementerio de Goethestrasse en Potsdam-Babelsberg

En el cementerio de Goethestrasse en Babelsberg hay una piedra conmemorativa para 44 residentes del distrito que murieron en la noche del bombardeo.

### Eventos conmemorativos
Los hechos de esa noche se recordaron el día 14 de abril de 2006 en un acto conmemorativo en el Nauener Tor .
Al día 14 de abril de 2013 se interpretó en la iglesia de San Nicolás el “Réquiem de Potsdam”, compuesto por el cantor local Björn O. Wiede. La composición consta de ocho partes y está escrita para un conjunto de música de cámara, coro y solista. Toma algunos préstamos formales del War Requiem de Britten y se basa en los efectos de la música mínimalista . 

## literatura
- Dieter Schulte, Hartmut Knitter: Potsdam in the Picture of History, Part 1, From the Beginnings to 1945 . Ed.: Dirección del Museo del Distrito de Potsdam 1979.
- Hans-Werner Mihan: La noche de Potsdam: el ataque aéreo de los bombarderos británicos del 14. Abril de 1945; Informes de documentación y experiencia . Vowinckel, Berg am Starnberger Véase 1997, 200 páginas, ISBN 3-921655-83-8 .

## enlaces web
- Günter Schenke: Noche de bombas: recuerdo y preguntas, Potsdam Últimas noticias del 14. Abril de 2008
- El protocolo de la noche del bombardeo en Potsdam Archivado el 30 de abril de 2019 en Wayback Machine., Märkische Allgemeine del 14. abril de 2015
- Servicio conmemorativo del alcalde de Potsdam, Jann Jakobs Archivado el 15 de abril de 2021 en Wayback Machine., comunicado de prensa (2010)
- Noche de Potsdam - Artículo en PotsdamWiki